# Liste des édifices labellisés « Architecture contemporaine remarquable » d'Indre-et-Loire
Cet article recense les édifices labellisés « Architecture contemporaine remarquable » d'Indre-et-Loire, en France.
Le label « Architecture contemporaine remarquable » remplace depuis 2016 l'ancien label « Patrimoine du XXe siècle ». Il ne prend en compte que des édifices de moins de 100 ans à la date de labellisation, et qui ne sont pas protégés comme monuments historiques.
Au début 2024, l'Indre-et-Loire compte 28 édifices ainsi labellisés.

## Liste
| Monument                                                                              | Commune                       | Adresse                                                                                                   | Coordonnées                      | Notice     | Date | Illustration                                   |
| ------------------------------------------------------------------------------------- | ----------------------------- | --- | -------------------------------- | ---------- | ---- | ---------------------------------------------- |
| Centrale nucléaire de Chinon                                                          | Avoine                        | | 47° 13′ 57″ nord, 0° 09′ 43″ est | ACR0000353 | 2016 | Centrale nucléaire de Chinon                   |
| Cinéma Familia                                                                        | Azay-le-Rideau                | 42 avenue Adélaïde-Riche                                                                                  | 47° 15′ 46″ nord, 0° 27′ 40″ est | ACR0000354 | 2014 | Image manquante Téléverser                     |
| Pont de Langeais                                                                      | La Chapelle-aux-Naux Langeais | | 47° 19′ 12″ nord, 0° 24′ 15″ est | ACR0000360 | 2016 | Pont de Langeais                               |
| Siège des éditions Van de Velde                                                       | Fondettes                     | 23 rue des Hautes-Roches                                                                                  | 47° 23′ 57″ nord, 0° 38′ 24″ est | ACR0000355 | 2019 | Image manquante Téléverser                     |
| Lotissement du Bois-Tailhar                                                           | Joué-lès-Tours                | Allée du Bois-Tailhar                                                                                     | 47° 21′ 30″ nord, 0° 40′ 47″ est | ACR0000357 | 2019 | Image manquante Téléverser                     |
| Villa Le Gravier                                                                      | Joué-lès-Tours                | 18 rue du Gravier                                                                                         | 47° 20′ 57″ nord, 0° 41′ 11″ est | ACR0000358 | 2019 | Image manquante Téléverser                     |
| Lotissement de dix maisons                                                            | La Roche-Clermault            | Route du Coteau                                                                                           | 47° 08′ 16″ nord, 0° 12′ 32″ est | ACR0000359 | 2016 | Image manquante Téléverser                     |
| Magasin général SNCF                                                                  | Saint-Pierre-des-Corps        | La Grange Quillet                                                                                         | 47° 23′ 01″ nord, 0° 43′ 28″ est | ACR0000364 | 2019 | Image manquante Téléverser                     |
| Médiathèque                                                                           | Saint-Pierre-des-Corps        | Rue Henri-Barbusse                                                                                        | 47° 23′ 27″ nord, 0° 43′ 08″ est | ACR0000365 | 2019 | Médiathèque                                    |
| Relais Charles-Martel (ancienne station service)                                      | Sainte-Maure-de-Touraine      | Bellevue                                                                                                  | 47° 05′ 29″ nord, 0° 36′ 37″ est | ACR0000362 | 2016 | Image manquante Téléverser                     |
| Magasin Le Printemps                                                                  | Tours                         | 2-4 rue de Bordeaux                                                                                       | 47° 23′ 22″ nord, 0° 41′ 24″ est | ACR0000367 | 2016 | Image manquante Téléverser                     |
| Centre de création contemporaine Olivier-Debré                                        | Tours                         | Jardin François-Ier                                                                                       | 47° 23′ 45″ nord, 0° 41′ 08″ est | ACR0000380 | 2019 | Centre de création contemporaine Olivier-Debré |
| Chapelle de la maison de retraite des Petites Sœurs des pauvres                       | Tours                         | 9 boulevard Preuilly                                                                                      | 47° 23′ 40″ nord, 0° 40′ 28″ est | ACR0000368 | 2016 | Image manquante Téléverser                     |
| Chapelle Saint-Martin                                                                 | Tours                         | 53-57 rue de la Chapelle                                                                                  | 47° 25′ 07″ nord, 0° 41′ 59″ est | ACR0000369 | 2019 | Image manquante Téléverser                     |
| Cité-jardin Beaujardin                                                                | Tours                         | Rue Paul-Langevin Rue Georges-Renard Rue Bergson Rue Édouard-Branly Rue Clément-Ader Passage Clément-Ader | 47° 22′ 31″ nord, 0° 42′ 18″ est | ACR0000370 | 2016 | Image manquante Téléverser                     |
| Cité-jardin du Général-Renault                                                        | Tours                         | Rue du Général-Renault Rue du Sénateur-Belle Place Albert-Letellier Rue Clément-Ader Passage Clément-Ader | 47° 22′ 52″ nord, 0° 40′ 11″ est | ACR0000371 | 2016 | Image manquante Téléverser                     |
| Cité-jardin des bords de Loire                                                        | Tours                         | Avenue Proudhon Rue du Docteur-Chaumier                                                                   | 47° 23′ 35″ nord, 0° 40′ 04″ est | ACR0000372 | 2016 | Image manquante Téléverser                     |
| Cité-jardin Jolivet                                                                   | Tours                         | Rue Couvrat-Desvergnes Rue de la Marne Rue Jean-Moulin Place du 8-Mai-1945                                | 47° 23′ 01″ nord, 0° 42′ 27″ est | ACR0000373 | 2016 | Image manquante Téléverser                     |
| Église Saint-Paul                                                                     | Tours                         | Place Saint-Paul                                                                                          | 47° 22′ 48″ nord, 0° 41′ 52″ est | ACR0000375 | 2019 | Image manquante Téléverser                     |
| Église Sainte-Jeanne-d'Arc                                                            | Tours                         | 72 rue Roger-Salengro                                                                                     | 47° 23′ 09″ nord, 0° 40′ 52″ est | ACR0000374 | 2019 | Image manquante Téléverser                     |
| Galerie du Grand passage                                                              | Tours                         | Grand-Passage                                                                                             | 47° 23′ 25″ nord, 0° 41′ 27″ est | ACR0000382 | 2015 | Image manquante Téléverser                     |
| Grand ensemble des Rives-du-Cher                                                      | Tours                         | Boulevard Winston-Churchill Boulevard Wagner Avenue de Grammont                                           | 47° 22′ 25″ nord, 0° 41′ 43″ est | ACR0000383 | 2019 | Image manquante Téléverser                     |
| Grand ensemble du Sanitas                                                             | Tours                         | Quartier du Sanitas                                                                                       | 47° 22′ 42″ nord, 0° 41′ 44″ est | ACR0000384 | 2019 | Grand ensemble du Sanitas                      |
| Grand Hôtel                                                                           | Tours                         | 9 place du Général-Leclerc                                                                                | 47° 23′ 24″ nord, 0° 41′ 33″ est | ACR0000376 | 2016 | Image manquante Téléverser                     |
| Immeuble                                                                              | Tours                         | 134 avenue de Grammont 1-19 avenue du Général-de-Gaulle                                                   | 47° 22′ 47″ nord, 0° 41′ 37″ est | ACR0000377 | 2019 | Image manquante Téléverser                     |
| L'Étoile bleue (ancienne maison close, actuelle jeune chambre économique de Touraine) | Tours                         | 15 rue du Champ-de-Mars                                                                                   | 47° 23′ 41″ nord, 0° 40′ 31″ est | ACR0000379 | 2016 | Image manquante Téléverser                     |
| Palais des Congrès                                                                    | Tours                         | 26 bis boulevard Heurteloup Rue Bernard-Palissy                                                           | 47° 23′ 30″ nord, 0° 41′ 37″ est | ACR0000381 | 2016 | Palais des Congrès                             |
| Résidence Blaise-Pascal                                                               | Tours                         | 72-82 rue Blaise-Pascal                                                                                   | 47° 23′ 10″ nord, 0° 41′ 42″ est | ACR0000385 | 2019 | Image manquante Téléverser                     |